# Damocle

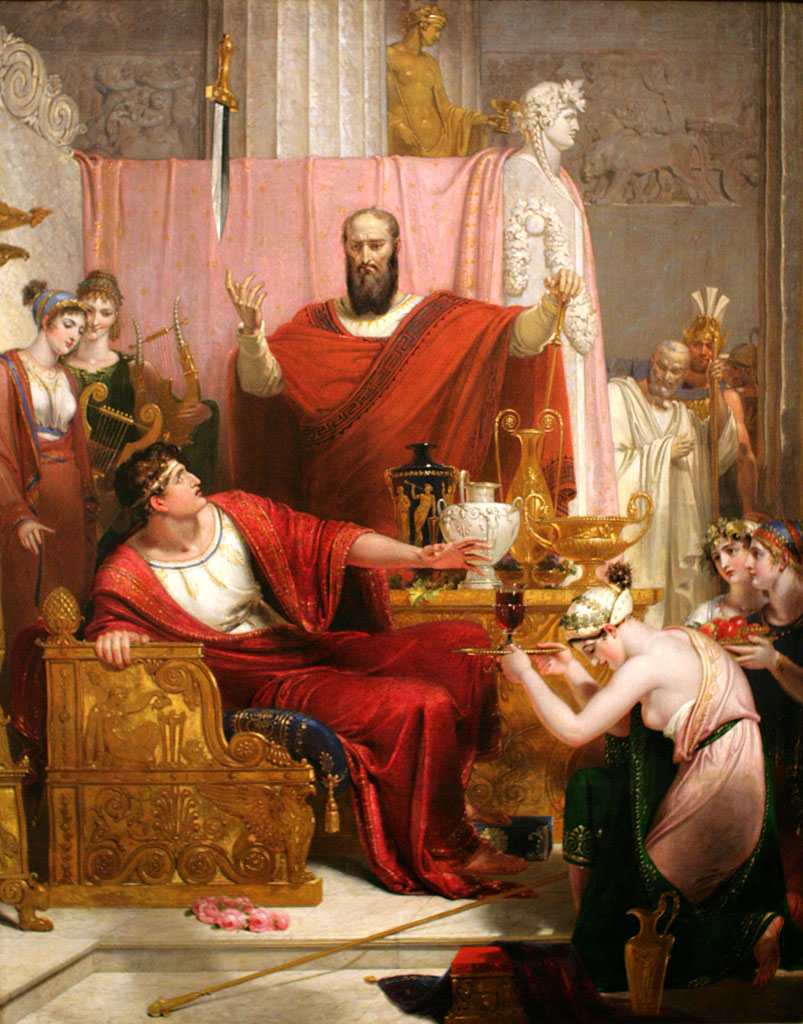
Spada di Damocle, dipinto di Richard Westall del 1812

Damocle è il protagonista di un racconto aggiunto tardivamente alla cultura greca classica.
La figura appartiene più propriamente alla leggenda che alla mitologia greca. L'aneddoto sembra essere contenuto per la prima volta nell'opera perduta dello storico Timeo di Tauromenio (356-260 a.C.), Storia di Sicilia. Tramandato da Cicerone, nelle sue Tusculanae disputationes (libro V, capitoli 61-62), fu ripreso successivamente anche da altri scrittori quali Orazio, Persio e Boezio.

## La spada di Damocle

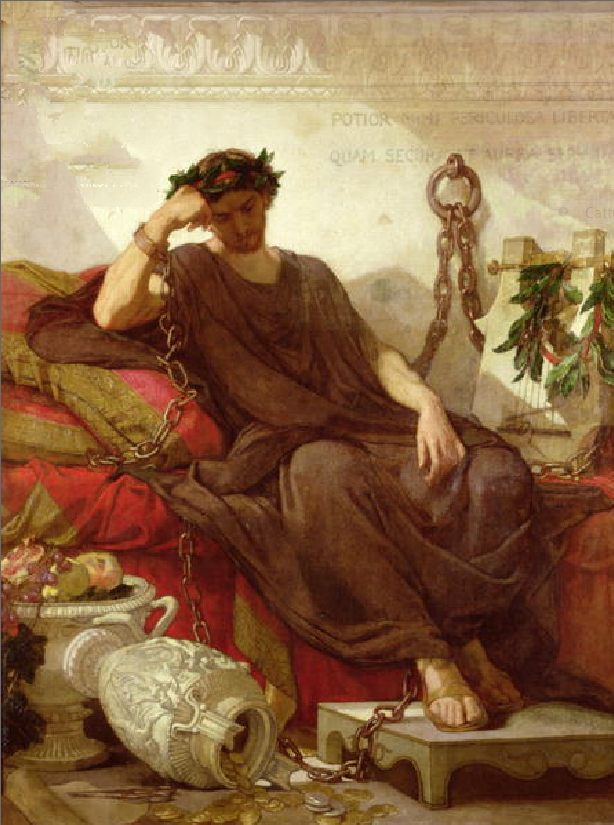
Damocle prigioniero di Dionisio, in un dipinto di Thomas Couture.

Secondo il racconto di Cicerone, Damocle è un membro della corte di Dionigi I, tiranno di Siracusa. Egli sostiene, in presenza del tiranno, che quest'ultimo sia una persona estremamente fortunata, potendo disporre di un grande potere e di una grande autorità: Dionigi gli propone allora di prendere il suo posto per un giorno, così da poter assaporare a sua volta tale fortuna, e Damocle accetta.
La sera si tiene un banchetto, durante il quale Damocle incomincia a tastare con mano i piaceri dell'essere un uomo potente: circondato dal lusso, con cibi raffinati in tavola e bellissimi ragazzi intorno a servirlo; solamente al termine della cena egli nota che, sopra la sua testa, è appesa una spada legata solo ad un esile crine di cavallo. Dionigi l'aveva fatta sospendere sul suo capo perché capisse che la sua posizione di tiranno lo esponeva continuamente a grandi minacce per la sua incolumità. Immediatamente Damocle perde tutto il gusto per il lusso che lo circonda e chiede al tiranno di poter terminare lo scambio, non volendo più essere "così fortunato".

## Influenza culturale
L'espressione "spada di Damocle" è diventata un modo di dire che simboleggia il pericolo imminente affrontato da coloro che occupano posizioni di potere o, più in generale, il senso di presentimento generato da una situazione precaria, soprattutto quella in cui l'inizio della tragedia è frenato solo da un delicato fattore scatenante o dal caso. La spada di Damocle è citata inoltre in diversi prodotti della cultura di massa (libri, film, fumetti, videogiochi, canzoni e via dicendo). L'asteroide 5335 Damocles prende il nome dal protagonista di questa storia.